# Sur les toits
Sur les toits er en fransk stumfilm fra 1897 af Georges Méliès.